# Geschiedenis van Het Bildt
De Geschiedenis van Het Bildt is een reeks boeken van geschiedschrijver Hartman Sannes die gaan over de ontstaansgeschiedenis van de gemeente Het Bildt. De boeken zijn voorzien van diverse illustraties en werden tussen 1951 en 1956 door Hartman Sannes geschreven en na diens overlijden voltooid door Hotze Sytses Buwalda. De boeken zijn een uitgave van de Fryske Akademy, gedrukt en uitgegeven door boekhandel T. Wever te Franeker.
Voor het eerste deel kreeg Hartman Sannes in 1952 de Dr. Joast Halbertsmapriis. In 1953 kwam het tweede deel, over de periode 1700 tot 1795, uit. Voor zijn onverwachte overlijden in 1956 was Sannes nog bezig met het bewerken van het manuscript van het derde en laatste deel. Deze laatste twee delen werden na diens overlijden voltooid door Hotze Sytses Buwalda en in twee afzonderlijke delen (III A en III B) uitgebracht in datzelfde jaar. In 1957 voorzag H.S. Buwalda het totale werk van een register (deel IV). Delen I tot en met IV zijn gebonden en voorzien van een bruine stoffen kaft met een gouden logo van de gemeente Het Bildt. Ze hebben een formaat van 16 centimeter (breed) bij 24 centimeter (hoog). Deel I, II & III-A zijn met drie centimeter even dik. Deel III-B is daarentegen slechts twee centimeter dik.
In 1964 kwam er een gestencilde aanvulling op het eerste deel van 31 pagina's. In 1968 kwam er een facsimile herdruk uit van het eerste deel, inclusief deze aanvulling. De gemeente Het Bildt betaalde deze druk.

## Uitgaven
- (1951) DEEL I - Geschiedenis van Het Bildt 1500-1700 (483 pagina's)
- (1953) DEEL II - Geschiedenis van Het Bildt 1700-1795 (367 pagina's)
- (1956) DEEL III-A - Geschiedenis van Het Bildt 1795-1955 (537 pagina's 2 dl.)
- (1956) DEEL III-B - Geschiedenis van Het Bildt 1795-1955 (537 pagina's 2 dl.)
- (1957) DEEL [IV] - Registers (74 pagina's)
- (1964) Gestencilde aanvulling van H.S. Buwalda op DEEL I (31 pagina's)
- (1968) DEEL I - Facsimile herdruk van de oorspronkelijke uitgave uit 1951 (506 pagina's)